# Macromiidae
Famille
La famille des Macromiidae ou Macromiidés fait partie des Anisoptères dans l'ordre des Odonates. Anciennement, cette famille était considérée comme une sous-famille des Libellulidae. Elle comprend des libellules de grande taille marquées de bandes jaunes. Les larves de ce genre possèdent de très longues pattes. On retrouve près de 130 espèces de Macromiidae à travers le monde.

## Liste des genres
Cette famille comprend quatre genres :
- Didymops Rambur, 1842
- Epophthalmia Burmeister, 1839
- Macromia Rambur, 1842 - seul genre européen
- Phyllomacromia Selys, 1878

## Galerie

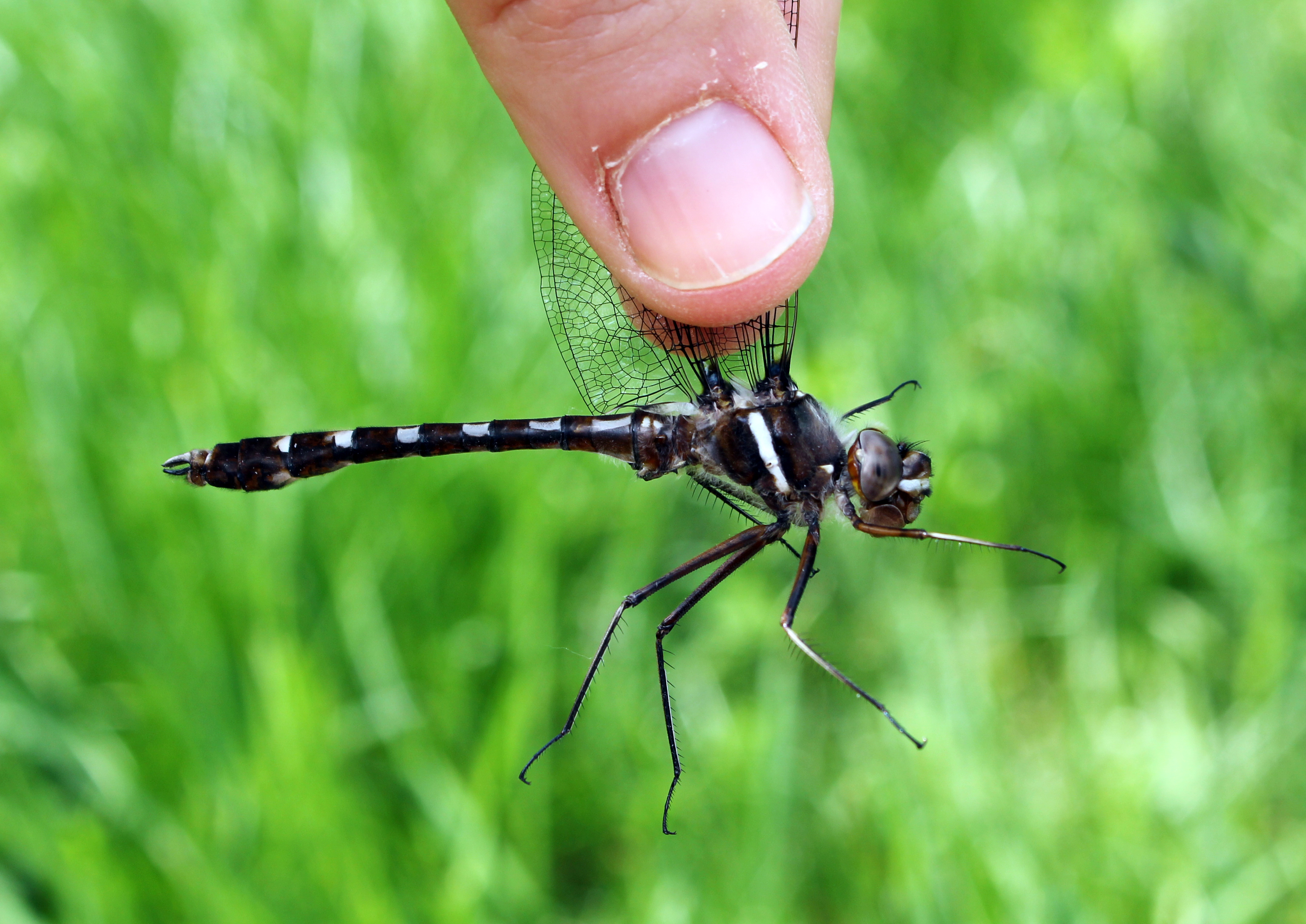
Didymops transversa
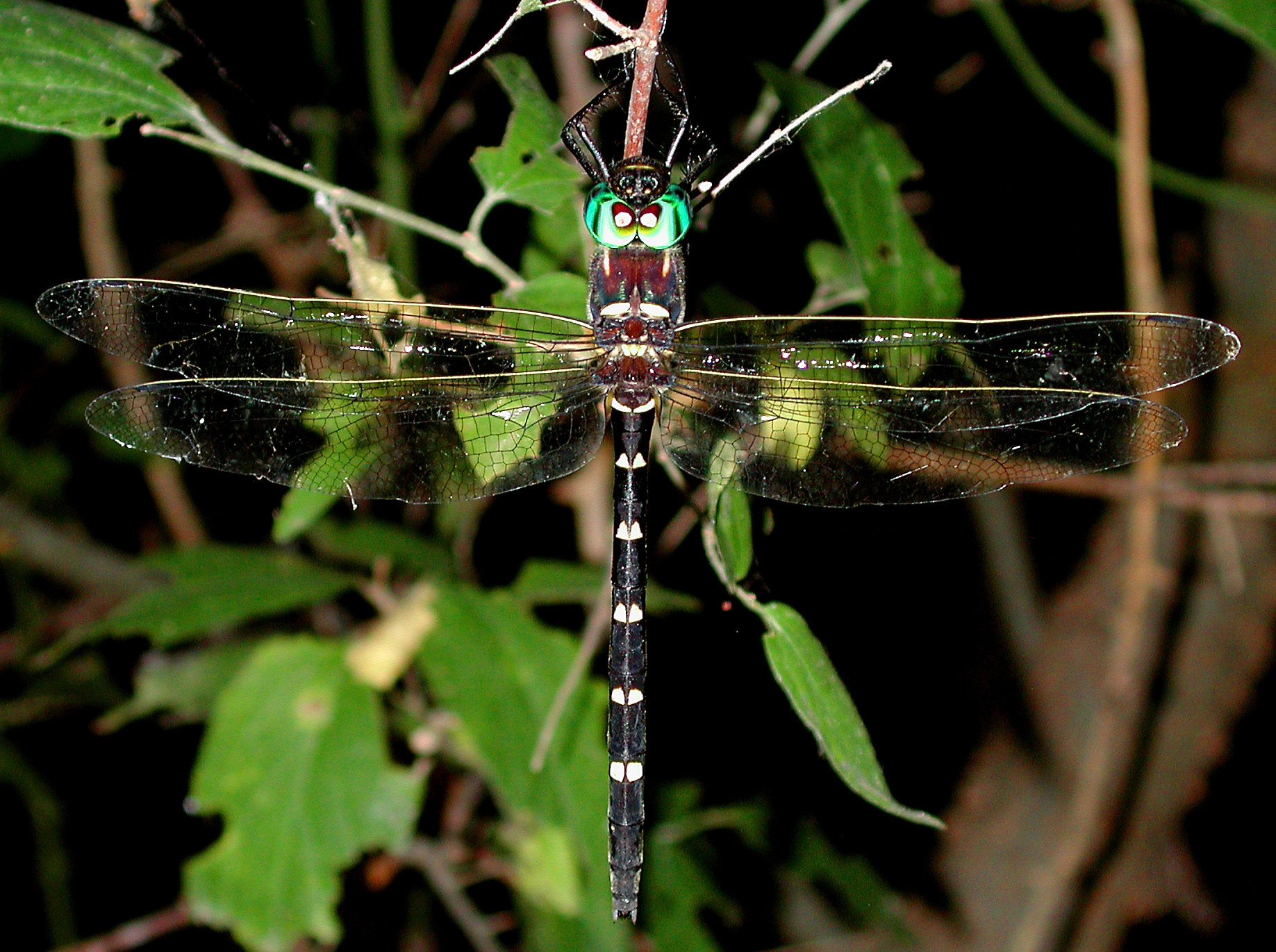
Macromia illinoiensis
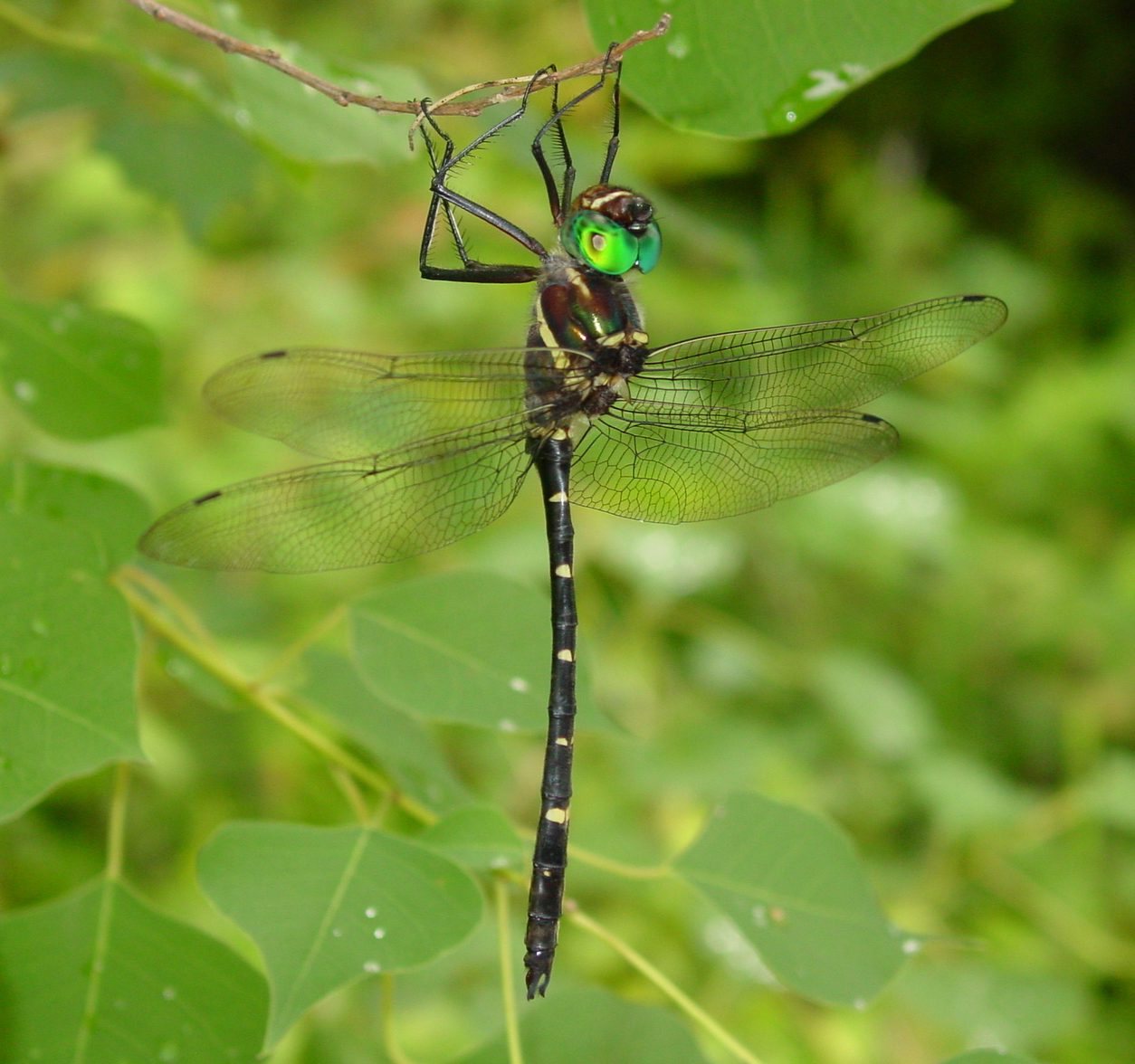
Macromia taeniolata